# Jerónimo Centurión
Jerónimo Centurión Aguirre (Lima, 15 de septiembre de 1972) es un periodista y documentalista peruano especializado en temas sociales.
Centurión apareció en 1997 para Global Televisión, cuando Mariella Balbi lo convocó como asistente e investigador del programa “La Clave”. Luego, en el mismo canal fue seleccionado por Luis Iberico para formar parte del equipo de investigación del programa “Enlace Global”. 
Cuando terminó esa etapa en Global Televisión, Luis Ibérico lo volvió a convocar para el programa “Sin Censura” de ATV conducido por Gonzalo Quijandría. En este programa fue investigador y reportero. 
A finales de los años 90 lugar Cecilia Valenzuela, periodista de investigación que reemplazó a Quijandría, armó un equipo independiente en el que Jerónimo Centurión fue incluido como investigador y reportero.Después de este periodo, Centurión se dedicó a la investigación periodística como reportero  de crónicas urbanas para “Buenos Días Perú” de Panamericana TV. 
Posteriormente a  inicios del año 2000 fue convocado por Gilberto Hume para formar parte de Canal N; donde cubrió la llamada Marcha de los Cuatro Suyos. Finalmente volvería al equipo de Cecilia Valenzuela esta vez en “La Ventana Indiscreta” de Frecuencia Latina.
Además de su actividad periodística, Jerónimo Centurión cuenta con una amplia trayectoria como documentalista, especializado en temas sociales. Su primer documental fue “La Noche de Jhinna” (2011), a través del cual denunció la trata de personas y los vínculos entre los traficantes de personas con miembros de la fiscalía y la policía. 
A la fecha, su último documental fue "Mar Nuestro" que revela cómo se viene sobreexplotando y contaminando el mar peruano.

## Documentales
-       Agua para todos (2008)
-       Jesús is a truck driver in Perú (2009)
-       Six women and one man in Perú (2010)
-       Masas (2012)
-       La niña invisible (2016)
-       Género bajo ataque (2018)
-       Déjala decidir (2018)
-       Poder elegir (2019)
-       La Casa de Todos (2020)
-       Mar Nuestro (2021)